# Yoseikan budo
Pour les autres significations, voir Yoseikan Budo (Aïkido).
 (décembre 2010).
Si vous disposez d'ouvrages ou d'articles de référence ou si vous connaissez des sites web de qualité traitant du thème abordé ici, merci de compléter l'article en donnant les références utiles à sa vérifiabilité et en les liant à la section « Notes et références ».

Logo du Yoseikan Budo.

Le Yoseikan Budo (養正館武道, Yōseikan Budō) est un art martial qui utilise les coups (poings, coudes, pieds, genoux, tête), les projections, les immobilisations, les clefs, les étranglements, les armes (traditionnelles ou recouvertes de mousse).
C'est une des disciplines associées de la Fédération française de karaté (FFK).
Ce sport a été développé à la fin des années 1960 et fondé officiellement en 1975. Il a été fondé par le maître Hiroo Mochizuki, fils d'un des meilleurs élèves de Jigorō Kanō, le créateur du judo puis élève de Morihei Ueshiba, le fondateur de l'aïkido, nommé Minoru Mochizuki. Hiroo Mochizuki est issu d'une lignée de samouraïs. Il a d'abord appris les arts martiaux japonais avec son illustre père. Il est vétérinaire de formation.
Cette méthode originale met en évidence la logique commune entre les différentes techniques de combat à mains nues ou avec armes, fil conducteur appelé « mouvement ondulatoire ». La puissance du corps tout entier est sollicitée puis transmise à un membre ou une extrémité, par un mouvement d’onde. Ceci permet d’optimiser la puissance et l’efficacité de tout mouvement.
Le répertoire technique et pédagogique étant en perpétuelle évolution et amélioration, les possibilités sont quasiment infinies. Les seules limites étant la créativité de l’enseignant et le respect de l’intégrité physique des pratiquants.
Les pratiquants portent une tenue formée d'une veste croisée bleu marine et un pantalon blanc à bande bleue. Débutant ou créateur de la discipline, tous portent la même ceinture blanche et bleue, représentant l'union du yin et du yang et symbolisant le principe d'onde.

## Signification du logo
Le cercle symbolise la perfection, sa recherche éternelle par l'homme qui ne peut l'atteindre. La ligne qui interrompt le cercle (formée par le bout de la montagne) rappelle à la nécessaire modestie, la perfection n'étant pas humaine.
L'air, le soleil (orange foncé) symbolise l'oxygène, la lumière et la gaieté.
La montagne blanche symbolise la terre, la pureté (et l'honnêteté), la clarté (dans les décisions et les engagements) ainsi que la solidarité. À noter également qu'il y a plusieurs sommets.
L'eau en bleu symbolise la souplesse, le calme, l'espoir et l'adaptation.
L'idée est ici que sans lumière, terre ou eau, il n'y a pas de vie possible : les éléments nous donnent la vie et pour vivre il faut donc respecter la nature. Parallèlement, la notion de respect mutuel est la base de la vie en société.
Ces notions rejoignent directement la philosophie de Morihei Ueshiba,.

## Signification du nom Yoseikan Budo
| Lettre japonaise | Correspondance dans le nom | Signification                                                        |
| ---------------- | -------------------------- | -------------------------------------------------------------------- |
| 養               | yo                         | Nourriture pour l'âme : éducation                                    |
| 正               | sei                        | Honnêteté par rapport à sa conscience, sens de la justice : droiture |
| 館               | kan                        | Lieu d'union : grande maison, école                                  |
| 武               | bu                         | Arrêter la lance, empêcher la guerre : recherche de la paix          |
| 道               | do                         | Chemin qui mène à l'objectif : la voie                               |

## L’étude technique
Le répertoire du Yoseikan Budo englobe des techniques de percussions (pieds, genoux, mains, coudes, tête…), de clefs (torsions et extensions articulaires), de projections, d'immobilisations, d'étranglements et d'armes (traditionnelles ou recouvertes de mousse). Le système de correspondance entre les différentes techniques est démontré et exploité principalement par l’intermédiaire du kata Yoseikan Happo, base fondamentale de la méthode.

## L’enseignement
Il a pour objectif d’optimiser l’apprentissage technique, sportif et éthique en se fondant sur les besoins et capacités de chacun. La pédagogie est donc adaptée à l’âge et aux aptitudes physiques des pratiquants. Elle s’organise selon un cheminement logique, dans le respect des contraintes biomécaniques et physiologiques inhérentes à toute pratique sportive.
Le Yoseikan n'est pas une synthèse. Les synthèses se fondent sur des méthodes déjà existantes et les combinent entre elles : exemple : karaté + judo + muay-thaï = karaté shidokan. Le pancrace grec, le vale tudo brésilien sont d’autres exemples. Depuis quelques années on les appelle MMA (Mixed Martial Arts), ce qui corrobore pleinement l’idée de synthèse.
Le Yoseikan Budo fait partie d’une catégorie à part car ce n’est pas une synthèse entre différents arts martiaux. C’est une méthode développée selon le principe de permettre à chacun de développer une forme de corps adaptable à tous les types de frappes, de percussions, de contrôles, pour faire évoluer le combat de la très longue distance (armes) à la plus courte (faire des clés, projeter et travailler au sol).

## La compétition
Elle n’est pas considérée comme une fin en soi, mais comme une étape pour la construction de l’individu. Hiroo Mochizuki considère le volet sportif important dans le développement d'un pratiquant, c'est pourquoi il encourage les individus à pratiquer autant le côté martial que le côté sportif. Quoiqu'un important réseau international de compétition soit en place pour les athlètes de haut niveau, les élèves de tous niveaux pratiquent des formes souples de combat de type « entraide » à l'intérieur du cadre des cours.
Des coupes du Monde ont eu lieu en 1997 au Canada à Trois-Rivières, en 1999 en France à Carvin, en 2005 à Paris, en 2007 en Belgique à Louvain-La-Neuve, en 2017 et 2022 en Tunisie à Tunis et en 2019 à Paris.
En 2024, les championnats du monde ont lieu à Oran (Algérie).

## La pratique du Yoseikan budo selon les âges
- Pour les jeunes enfants (3 à 6 ans) : développement psychomoteur par la sensibilisation au Yoseikan Budo, sous forme de jeux éducatifs.
- Pour les enfants (6 à 11 ans environ) : développement psychomoteur par l’apprentissage ludique et sportif du Yoseikan Budo.
- Pour les adolescents, qui sont toujours des enfants selon l'ONU, (environ 11 à 18 ans) : construction physique et sociale par l’apprentissage sportif du Yoseikan Budo et de ses valeurs morales.
- Pour les adultes (18 à 40 ans) : optimisation et entretien du potentiel physique par l’apprentissage du Yoseikan Budo. Amélioration de « soi » par le respect et l’intégration de son code moral.
- Pour les seniors (à partir de 40 ans) : entretien du potentiel physique par l’apprentissage de formes douces de pratique visant à améliorer la perception de soi et à prolonger l’autonomie de la personne.

## L'organisation internationale du Yoseikan
En 2000, Hiroo Mochizuki a reçu officiellement des mains de son père Minoru Mochizuki le titre de soke de l'école Yoseikan (la direction de tous les dojos Yoseikan du monde). La discipline est pratiquée dans près de 40 pays dans les cinq continents. L'ensemble des écoles et fédérations est placé sous la tutelle de la World Yoseikan Federation.
Les termes « Yoseikan Aikido », « Aikido Mochizuki » ou « Yoseikan Karate » sont parfois utilisés pour qualifier une méthode issue de l'enseignement spécifique en aïkido ou karaté des maîtres Minoru et Hiroo Mochizuki.

## Principaux représentants du style
- Liste de maîtres enseignant, ou ayant enseigné :
  - Hiroo Mochizuki, 10e dan, le fondateur du Yoseikan Budo.
- Parmi les descendants directs de Hiroo Mochizuki :
  - Mitchi-Hito Mochizuki (5 septembre 1977), 6ᵉ dan, son fils ;
  - Kyoshi Mochizuki (27 juin 1980), 6ᵉ dan, son fils.

### Parmi les élèves directs de Hiroo Mochizuki
Au cours de sa longue carrière, Hiroo Mochizuki a eu plusieurs milliers d'élèves et des centaines de milliers de pratiquants d'arts martiaux ont participé à ses stages à travers le monde[réf. nécessaire]. Parmi eux, nombreux sont ceux qui ont créé leurs propres styles/méthodes, sur la base de ses enseignements.